# Leslie Statham
Leslie Statham (även känd under namnet Arnold Steck), född 18 december 1905 i Solihull, död 28 april 1974, var en engelsk kompositör och orkesterledare.